# Tom Jones (pel·lícula)
Tom Jones és una pel·lícula britànica dirigida per Tony Richardson, estrenada el 1963. El guió està tret d'Història de Tom Jones, nen trobat, una cèlebre novel·la de Henry Fielding apareguda el 1749. Ha estat doblada al català

## Argument
Les aventures d'un bastard educat per un noble, en l'elevada societat britànica del segle xviii.

## Producció
El carrer de Castell de Bridgwater es va fer servir com a localització en unes quantes escenes. Bryanston Films (UK) dubtava de fer la pel·lícula en color i es va arruïnar. La pel·lícula va ser finançada per la productora americana United Artists.
La producció va patir més dels desastres habituals en exterioris, ocasionats pel temps anglès. Tony Richardson va quedar descontent amb el producte final, malgrat la seva aclamació per altres. En la seva autobiografia
Richardson va escriure:
| « | "sentia que la pel·lícula estava incompleta i potinejava en la seva execució. Jo no pico a aquella mena d'èxit – tothom l'hauria de tenir – però quan algú em recorda Tom Jones , sempre m'estremeixo una mica. " | » |

## Repartiment
- Albert Finney: Tom Jones
- Susannah York: Sophie Western
- Hugh Griffith: Squire Western
- Edith Evans: Miss Western
- Joan Greenwood: Lady Bellaston
- Diane Cilento: Molly Seagrim
- David Tomlinson: Lord Fellamar
- Rosalind Knight: Mme Fitzpatrick
- David Warner: Blifil
- George Devine: Squire Allworthy
- Freda Jackson: Mme Seagrim
- Wilfrid Lawson: Black George
- Jack McGowran: Partridge

## Premis i nominacions

### Premis
- 1963. Copa Volpi per la millor interpretació masculina per Albert Finney
- 1964. Oscar a la millor pel·lícula
- 1964. Oscar al millor director per Tony Richardson
- 1964. Oscar al millor guió adaptat per John Osborne
- 1964. Oscar a la millor banda sonora per John Addison
- 1964. Globus d'Or a la millor pel·lícula musical o còmica
- 1964. BAFTA a la millor pel·lícula britànica

### Nominacions
- 1963. Lleó d'Or
- 1964. Oscar al millor actor per Albert Finney
- 1964. Oscar al millor actor secundari per Hugh Griffith
- 1964. Oscar a la millor actriu secundària per Diane Cilento
- 1964. Oscar a la millor actriu secundària perEdith Evans
- 1964. Oscar a la millor actriu secundària per Joyce Redman
- 1964. Oscar a la millor direcció artística per Ralph W. Brinton, Ted Marshall, Jocelyn Herbert i Josie MacAvin
- 1964. BAFTA al millor actor per Albert Finney
- 1964. BAFTA al millor actor per Hugh Griffith
- 1964. BAFTA a la millor actriu per Edith Evans
- 1964. Grammy a la millor banda sonora original per John Addison